# Élections cantonales de 2004 dans la Creuse
Les élections cantonales ont eu lieu les 21 mars et 28 mars 2004.
Lors de ces élections, 13 des 27 cantons de la Creuse ont été renouvelés. Elles ont vu la reconduction de la majorité socialiste dirigée par Jean-Jacques Lozach, président du conseil général depuis 2001.

## Résultats à l’échelle du département
Répartition départementale des résultats (2e tour).
- PS (36 %)
- PRG (16,78 %)
- UMP (34,54 %)
- DVD (12,67 %)

| Étiquette      | Étiquette                          | Premier tour | Premier tour | Second tour | Second tour | Sièges |
| Étiquette      | Étiquette                          | Voix         | %            | Voix        | %           | Sièges |
| -------------- | ---------------------------------- | ------------ | ------------ | ----------- | ----------- | ------ |
|                | Parti socialiste                   | 10 213       | 36,01        | 3 770       | 36,00       | 7      |
|                | Parti communiste français          | 2 459        | 8,67         |             |             |        |
|                | Divers gauche                      | 1 479        | 5,21         |             |             |        |
|                | Parti radical de gauche            | 864          | 3,05         | 1 757       | 16,78       | 1      |
|                | Extrême gauche                     | 710          | 2,50         |             |             |        |
|                | Les Verts                          | 465          | 1,64         |             |             |        |
| Gauche         | Gauche                             | 16 190       | 57,08        | 5 527       | 52,78       | 8      |
|                |                                    |              |              |             |             |        |
|                | Union pour un mouvement populaire  | 7 722        | 27,22        | 3 617       | 34,54       | 4      |
|                | Divers droite                      | 2 449        | 8,63         | 1 327       | 12,67       | 1      |
|                | Front national                     | 1 425        | 5,02         |             |             |        |
|                | Union pour la démocratie française | 129          | 0,45         |             |             |        |
| Droite         | Droite                             | 11 725       | 41,32        | 4 944       | 47,21       | 5      |
|                |                                    |              |              |             |             |        |
|                | Divers                             | 449          | 1,58         |             |             |        |
|                |                                    |              |              |             |             |        |
| Inscrits       | Inscrits                           | 43 769       | 100,00       | 15 031      | 100,00      |        |
| Abstention     | Abstention                         | 13 809       | 31,55        | 3 971       | 26,42       |        |
| Votants        | Votants                            | 29 960       | 68,45        | 11 060      | 73,58       |        |
| Blancs et nuls | Blancs et nuls                     | 1 596        | 5,33         | 589         | 5,33        |        |
| Exprimés       | Exprimés                           | 28 364       | 94,67        | 10 471      | 94,67       |        |

## Résultats par canton

### Canton d'Ahun
| Candidats      | Candidats              | Étiquette      | Premier tour | Premier tour | Second tour | Second tour |
| Candidats      | Candidats              | Étiquette      | Voix         | %            | Voix        | %           |
| -------------- | ---------------------- | -------------- | ------------ | ------------ | ----------- | ----------- |
|                | Jean Auclair*          | UMP            | 1 090        | 46,82        | 1 354       | 52,24       |
|                | Jean-Claude Trunde     | PS             | 808          | 34,71        | 1 238       | 47,76       |
|                | Claude Picand          | FN             | 164          | 7,04         |             |             |
|                | Joël Laine             | EXG            | 129          | 5,54         |             |             |
|                | Regis Parayre          | EXG            | 75           | 3,22         |             |             |
|                | Jean-Michel Vuillemain | PCF            | 62           | 2,66         |             |             |
|                |                        |                |              |              |             |             |
| Inscrits       | Inscrits               | Inscrits       | 3 623        | 100,00       | 3 623       | 100,00      |
| Abstention     | Abstention             | Abstention     | 1 135        | 31,33        | 865         | 23,88       |
| Votants        | Votants                | Votants        | 2 488        | 68,67        | 2 758       | 76,12       |
| Blancs et nuls | Blancs et nuls         | Blancs et nuls | 160          | 6,43         | 166         | 6,02        |
| Exprimés       | Exprimés               | Exprimés       | 2 328        | 93,57        | 2 592       | 93,98       |

*sortant

### Canton d'Aubusson
| Candidats      | Candidats             | Étiquette      | Premier tour | Premier tour | Second tour | Second tour |
| Candidats      | Candidats             | Étiquette      | Voix         | %            | Voix        | %           |
| -------------- | --------------------- | -------------- | ------------ | ------------ | ----------- | ----------- |
|                | Michel Moine          | PS             | 1 426        | 40,70        | 2 048       | 55,04       |
|                | Olivier Sebenne       | UMP            | 870          | 24,83        | 1 673       | 44,96       |
|                | Michel juillet        | DVD            | 305          | 8,70         |             |             |
|                | Jean-François Ruinaud | SE             | 222          | 6,34         |             |             |
|                | Claudine Leporati     | PCF            | 210          | 5,99         |             |             |
|                | Jérémie Gorsse        | DVG            | 177          | 5,05         |             |             |
|                | Raymond Francois      | FN             | 165          | 4,71         |             |             |
|                | Jean-Marie Le Guiader | UDF            | 129          | 3,68         |             |             |
|                |                       |                |              |              |             |             |
| Inscrits       | Inscrits              | Inscrits       | 5 444        | 100,00       | 5 443       | 100,00      |
| Abstention     | Abstention            | Abstention     | 1 781        | 32,71        | 1 504       | 27,63       |
| Votants        | Votants               | Votants        | 3 663        | 67,29        | 3 939       | 72,37       |
| Blancs et nuls | Blancs et nuls        | Blancs et nuls | 159          | 4,34         | 218         | 5,53        |
| Exprimés       | Exprimés              | Exprimés       | 3 504        | 95,66        | 3 721       | 94,47       |

### Canton d'Auzances
| Candidats      | Candidats       | Étiquette      | Premier tour | Premier tour |
| Candidats      | Candidats       | Étiquette      | Voix         | %            |
| -------------- | --------------- | -------------- | ------------ | ------------ |
|                | Valérie Simonet | DVD            | 1 087        | 51,37        |
|                | Henri Tixier    | DVG            | 1 029        | 48,63        |
|                |                 |                |              |              |
| Inscrits       | Inscrits        | Inscrits       | 3 119        | 100,00       |
| Abstention     | Abstention      | Abstention     | 876          | 28,09        |
| Votants        | Votants         | Votants        | 2 243        | 71,91        |
| Blancs et nuls | Blancs et nuls  | Blancs et nuls | 127          | 5,66         |
| Exprimés       | Exprimés        | Exprimés       | 2 116        | 94,34        |

### Canton de Bellegarde-en-Marche
| Candidats      | Candidats        | Étiquette      | Premier tour | Premier tour |
| Candidats      | Candidats        | Étiquette      | Voix         | %            |
| -------------- | ---------------- | -------------- | ------------ | ------------ |
|                | Michel Moreigne* | PS             | 966          | 59,70        |
|                | Olivier Bertrand | UMP            | 446          | 27,56        |
|                | Gilles Bergeron  | DVG            | 119          | 7,35         |
|                | Colette Roux     | FN             | 87           | 5,38         |
|                |                  |                |              |              |
| Inscrits       | Inscrits         | Inscrits       | 2 412        | 100,00       |
| Abstention     | Abstention       | Abstention     | 714          | 29,60        |
| Votants        | Votants          | Votants        | 1 698        | 70,40        |
| Blancs et nuls | Blancs et nuls   | Blancs et nuls | 80           | 4,71         |
| Exprimés       | Exprimés         | Exprimés       | 1 618        | 95,29        |

*sortant

### Canton de Bonnat
| Candidats      | Candidats          | Étiquette      | Premier tour | Premier tour | Second tour | Second tour |
| Candidats      | Candidats          | Étiquette      | Voix         | %            | Voix        | %           |
| -------------- | ------------------ | -------------- | ------------ | ------------ | ----------- | ----------- |
|                | Jean Commergnat*   | PRG            | 864          | 30,44        | 1 757       | 56,97       |
|                | Jean-Michel Pinton | DVD            | 820          | 28,89        | 1 327       | 43,03       |
|                | Michel Durand      | PCF            | 253          | 8,91         |             |             |
|                | Benoît Reix        | DVD            | 237          | 8,35         |             |             |
|                | Benoit Derniguet   | SE             | 227          | 8,00         |             |             |
|                | Georges Perier     | FN             | 194          | 6,84         |             |             |
|                | Michel Garrigou    | DVG            | 154          | 5,43         |             |             |
|                | Jacky Vernier      | EXG            | 89           | 3,14         |             |             |
|                |                    |                |              |              |             |             |
| Inscrits       | Inscrits           | Inscrits       | 4 632        | 100,00       | 4 631       | 100,00      |
| Abstention     | Abstention         | Abstention     | 1 644        | 35,49        | 1 379       | 29,78       |
| Votants        | Votants            | Votants        | 2 988        | 64,51        | 3 252       | 70,22       |
| Blancs et nuls | Blancs et nuls     | Blancs et nuls | 150          | 5,02         | 168         | 5,17        |
| Exprimés       | Exprimés           | Exprimés       | 2 838        | 94,98        | 3 084       | 94,83       |

*sortant

### Canton de Bourganeuf
| Candidats      | Candidats            | Étiquette      | Premier tour | Premier tour |
| Candidats      | Candidats            | Étiquette      | Voix         | %            |
| -------------- | -------------------- | -------------- | ------------ | ------------ |
|                | Jean-Jacques Lozach* | PS             | 1 524        | 51,73        |
|                | Michelle Suchaud     | UMP            | 705          | 23,93        |
|                | Jacques Wernaers     | FN             | 293          | 9,95         |
|                | Bernard Baudron      | PCF            | 244          | 8,28         |
|                | Pierrette Bidon      | Verts          | 180          | 6,11         |
|                |                      |                |              |              |
| Inscrits       | Inscrits             | Inscrits       | 4 610        | 100,00       |
| Abstention     | Abstention           | Abstention     | 1 480        | 32,10        |
| Votants        | Votants              | Votants        | 3 130        | 67,90        |
| Blancs et nuls | Blancs et nuls       | Blancs et nuls | 184          | 5,88         |
| Exprimés       | Exprimés             | Exprimés       | 2 946        | 94,12        |

*sortant

### Canton de Chambon-sur-Voueize
| Candidats      | Candidats       | Étiquette      | Premier tour | Premier tour |
| Candidats      | Candidats       | Étiquette      | Voix         | %            |
| -------------- | --------------- | -------------- | ------------ | ------------ |
|                | Joël Souchal*   | UMP            | 1 048        | 50,90        |
|                | Claude Debouche | PCF            | 903          | 43,86        |
|                | Monique Bolle   | FN             | 108          | 5,25         |
|                |                 |                |              |              |
| Inscrits       | Inscrits        | Inscrits       | 3 067        | 100,00       |
| Abstention     | Abstention      | Abstention     | 898          | 29,28        |
| Votants        | Votants         | Votants        | 2 169        | 70,72        |
| Blancs et nuls | Blancs et nuls  | Blancs et nuls | 110          | 5,07         |
| Exprimés       | Exprimés        | Exprimés       | 2 059        | 94,93        |

*sortant

### Canton de Châtelus-Malvaleix
| Candidats      | Candidats             | Étiquette      | Premier tour | Premier tour |
| Candidats      | Candidats             | Étiquette      | Voix         | %            |
| -------------- | --------------------- | -------------- | ------------ | ------------ |
|                | Gérard Gaudin*        | UMP            | 1 155        | 53,03        |
|                | Jean-François Bouchet | PS             | 758          | 34,80        |
|                | Alain Tesseidre       | PCF            | 172          | 7,90         |
|                | Gérard Nicand         | Verts          | 93           | 4,27         |
|                |                       |                |              |              |
| Inscrits       | Inscrits              | Inscrits       | 3 279        | 100,00       |
| Abstention     | Abstention            | Abstention     | 967          | 29,49        |
| Votants        | Votants               | Votants        | 2 312        | 70,51        |
| Blancs et nuls | Blancs et nuls        | Blancs et nuls | 134          | 5,80         |
| Exprimés       | Exprimés              | Exprimés       | 2 178        | 94,20        |

*sortant

### Canton de Gentioux-Pigerolles
| Candidats      | Candidats         | Étiquette      | Premier tour | Premier tour | Second tour | Second tour |
| Candidats      | Candidats         | Étiquette      | Voix         | %            | Voix        | %           |
| -------------- | ----------------- | -------------- | ------------ | ------------ | ----------- | ----------- |
|                | Pierre Gourdy*    | UMP            | 498          | 48,82        | 590         | 54,93       |
|                | François Chatoux  | PS             | 410          | 40,20        | 484         | 45,07       |
|                | Jocelyne Thevenot | PCF            | 112          | 10,98        |             |             |
|                |                   |                |              |              |             |             |
| Inscrits       | Inscrits          | Inscrits       | 1 334        | 100,00       | 1 334       | 100,00      |
| Abstention     | Abstention        | Abstention     | 282          | 21,14        | 223         | 16,72       |
| Votants        | Votants           | Votants        | 1 052        | 78,86        | 1 111       | 83,28       |
| Blancs et nuls | Blancs et nuls    | Blancs et nuls | 32           | 3,04         | 37          | 3,33        |
| Exprimés       | Exprimés          | Exprimés       | 1 020        | 96,96        | 1 074       | 96,67       |

*sortant

### Canton du Grand-Bourg
| Candidats      | Candidats            | Étiquette      | Premier tour | Premier tour |
| Candidats      | Candidats            | Étiquette      | Voix         | %            |
| -------------- | -------------------- | -------------- | ------------ | ------------ |
|                | Guy Moutaud*         | PS             | 1 006        | 50,73        |
|                | Daniel Boyer         | UMP            | 549          | 27,69        |
|                | Stéphane Maisonneuve | PCF            | 293          | 14,78        |
|                | Didier Vera          | FN             | 135          | 6,81         |
|                |                      |                |              |              |
| Inscrits       | Inscrits             | Inscrits       | 3 369        | 100,00       |
| Abstention     | Abstention           | Abstention     | 1 249        | 37,07        |
| Votants        | Votants              | Votants        | 2 120        | 62,93        |
| Blancs et nuls | Blancs et nuls       | Blancs et nuls | 137          | 6,46         |
| Exprimés       | Exprimés             | Exprimés       | 1 983        | 93,54        |

*sortant

### Canton de Royère-de-Vassivière
| Candidats      | Candidats           | Étiquette      | Premier tour | Premier tour |
| Candidats      | Candidats           | Étiquette      | Voix         | %            |
| -------------- | ------------------- | -------------- | ------------ | ------------ |
|                | Bernard Laborde*    | PS             | 614          | 54,24        |
|                | Johnny Betoulaud    | UMP            | 377          | 33,30        |
|                | Jean-Pierre Normand | PCF            | 83           | 7,33         |
|                | Christian Nguyen    | EXG            | 58           | 5,12         |
|                |                     |                |              |              |
| Inscrits       | Inscrits            | Inscrits       | 1 654        | 100,00       |
| Abstention     | Abstention          | Abstention     | 462          | 27,93        |
| Votants        | Votants             | Votants        | 1 192        | 72,07        |
| Blancs et nuls | Blancs et nuls      | Blancs et nuls | 60           | 5,03         |
| Exprimés       | Exprimés            | Exprimés       | 1 132        | 94,97        |

*sortant

### Canton de Saint-Sulpice-les-Champs
| Candidats      | Candidats        | Étiquette      | Premier tour | Premier tour |
| Candidats      | Candidats        | Étiquette      | Voix         | %            |
| -------------- | ---------------- | -------------- | ------------ | ------------ |
|                | Daniel Delprato* | PS             | 905          | 68,05        |
|                | Monique Depeige  | UMP            | 283          | 21,28        |
|                | Denis Fric       | EXG            | 80           | 6,02         |
|                | Charles Geoffre  | FN             | 62           | 4,66         |
|                |                  |                |              |              |
| Inscrits       | Inscrits         | Inscrits       | 1 803        | 100,00       |
| Abstention     | Abstention       | Abstention     | 424          | 23,52        |
| Votants        | Votants          | Votants        | 1 379        | 76,48        |
| Blancs et nuls | Blancs et nuls   | Blancs et nuls | 49           | 3,55         |
| Exprimés       | Exprimés         | Exprimés       | 1 330        | 96,45        |

*sortant

### Canton de Guéret-Sud-Est
| Candidats      | Candidats         | Étiquette      | Premier tour | Premier tour |
| Candidats      | Candidats         | Étiquette      | Voix         | %            |
| -------------- | ----------------- | -------------- | ------------ | ------------ |
|                | Guy Avizou*       | PS             | 1 796        | 54,23        |
|                | Serge Phalipou    | UMP            | 701          | 21,17        |
|                | Charles Krumholtz | FN             | 217          | 6,55         |
|                | André Humbert     | Verts          | 192          | 5,80         |
|                | Hervé Cotton      | EXG            | 159          | 4,80         |
|                | Christian Robert  | PCF            | 127          | 3,83         |
|                | Chantal Lesouple  | EXG            | 120          | 3,62         |
|                |                   |                |              |              |
| Inscrits       | Inscrits          | Inscrits       | 5 423        | 100,00       |
| Abstention     | Abstention        | Abstention     | 1 897        | 34,98        |
| Votants        | Votants           | Votants        | 3 526        | 65,02        |
| Blancs et nuls | Blancs et nuls    | Blancs et nuls | 214          | 6,07         |
| Exprimés       | Exprimés          | Exprimés       | 3 312        | 93,93        |

*sortant